# لطفاً کمک کنید
لطفاً کمک کنید (به انگلیسی: Please Give) فیلم کمدی سیاه آمریکایی، به نویسندگی و کارگردانی نیکول هلوفسنر و محصول سال ۲۰۱۰ میلادی می‌باشد.

این فیلم، چهارّمین همکاری هلوفسنر و کاترین کینر می‌باشد که نخستین بار، در ۶۰اُمین جشنواره بین‌المللی فیلم برلین و سپس در ۳۰ آوریل ۲۰۱۰، به‌طور محدود در آمریکا اکران شد.